# Domaradzyn
Domaradzyn – wieś w Polsce położona w województwie łódzkim, w powiecie zgierskim, w gminie Głowno.
| SIMC    | Nazwa   | Rodzaj    |
| ------- | ------- | --------- |
| 0413601 | Parcela | część wsi |

W latach 1975–1998 miejscowość administracyjnie należała do ówczesnego województwa łódzkiego.

## Zabytki
Według rejestru zabytków Narodowego Instytutu Dziedzictwa na listę zabytków wpisane są obiekty:
- zespół dworski, poł. XIX w., nr rej.: A/316/1-2 z 15.01.1989:
  - dwór
  - oficyna
  - park